# 大宅王 (奈良時代)
大宅王（おおやけおう/おおやけ の おおきみ、生没年不詳）は、日本の奈良時代の皇族。系譜は不明だが、三世王以上五世王未満であることが、以下の叙位から分かる。官位は従五位下・主油正。

## 経歴
天平宝字8年（764年）10月、藤原仲麻呂の乱後の親王や大臣の子孫に対する叙位にて、無位から従五位下に叙せられている。
その後、神護景雲元年（767年）12月、主油正に任じられる。『続日本紀』における記録は以上だが、神護景雲3年（769年）10月から同4年（770年）6月以前の仏事捧物歴名に名前が見え、称徳朝において活躍したことが窺われる。光仁朝になってからの記録は存在していない。

## 官歴
『続日本紀』による。
- 天平宝字8年（764年）10月7日：従五位下
- 神護景雲元年（767年）12月9日：主油正